# Diplusodon astictus
Diplusodon astictus là một loài thực vật có hoa trong họ Lythraceae. Loài này được Lourteig mô tả khoa học đầu tiên năm 1963.